# Ukulele

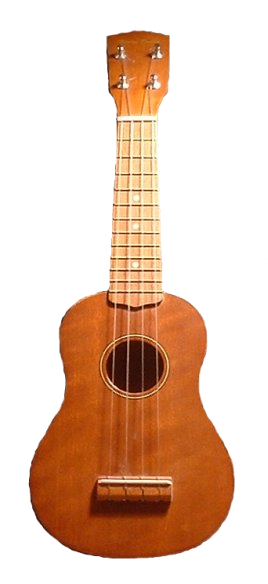
Viersaitige Ukulele

Die Ukulele (hawaiisch ʻUkulele) ist eine gitarrenähnliche viersaitige Kastenhalslaute, deren Saiten teilweise oder insgesamt doppelchörig sein können. Das Zupfinstrument ist bei gitarrenähnlichen Proportionen meist etwa 60 cm lang und 20 cm breit.
Die vierte (oberste) Saite ist im Unterschied zur Gitarre oft nach oben oktaviert und damit höher als die mittleren Saiten gestimmt. Das verleiht der Ukulele den unverwechselbaren, vielfach als exotisch aufgefassten Klang.

## Herkunft
Der portugiesische Einwanderer João Fernandes (1854–1923) brachte 1879 die Braguinha (genannt auch Machete), eine lokale Form des Cavaquinho, von Madeira und den Azoren nach Hawaii und auf die südlichen Sandwichinseln. In Hawaii bekam das Musikinstrument den polynesischen Namen Ukulele (‚hüpfender Floh‘), was den Eindruck der sich schnell über das Griffbrett des Instrumentes bewegenden Finger wiedergeben soll. Nachdem die Arbeiter Nunes, Fernandez Dias und Santo mehrere Jahre auf den Feldern gearbeitet hatten und aus ihrem Vertrag entlassen wurden, beschlossen sie, ihr Instrument nachzubauen, und stellten die ersten Ukulelen aus einheimischem Koaholz her. Fernandez’ Landsmann Manuel Nunes produzierte und verfeinerte die Ukulele dann, die er ab etwa 1889 in einer eigenen Fabrik herstellte und die als Nunes-Ukulelen weltweit bekannt wurden. Nunes gilt als offizieller Erfinder der Ukulele hawaiischer Prägung.
Während des Pazifikkrieges brachten amerikanische Soldaten, die zuvor auf den Philippinen und Hawaii stationiert waren, Ukulelen nach Melanesien. In Neuguinea gehörten sie zu den wenigen importierten Musikinstrumenten und ermöglichten nach 1945 die Bildung von string bands, die den ersten modernen Musikstil der bis dahin rein auf lokalen Traditionen beruhenden Musik Neuguineas kreierten.

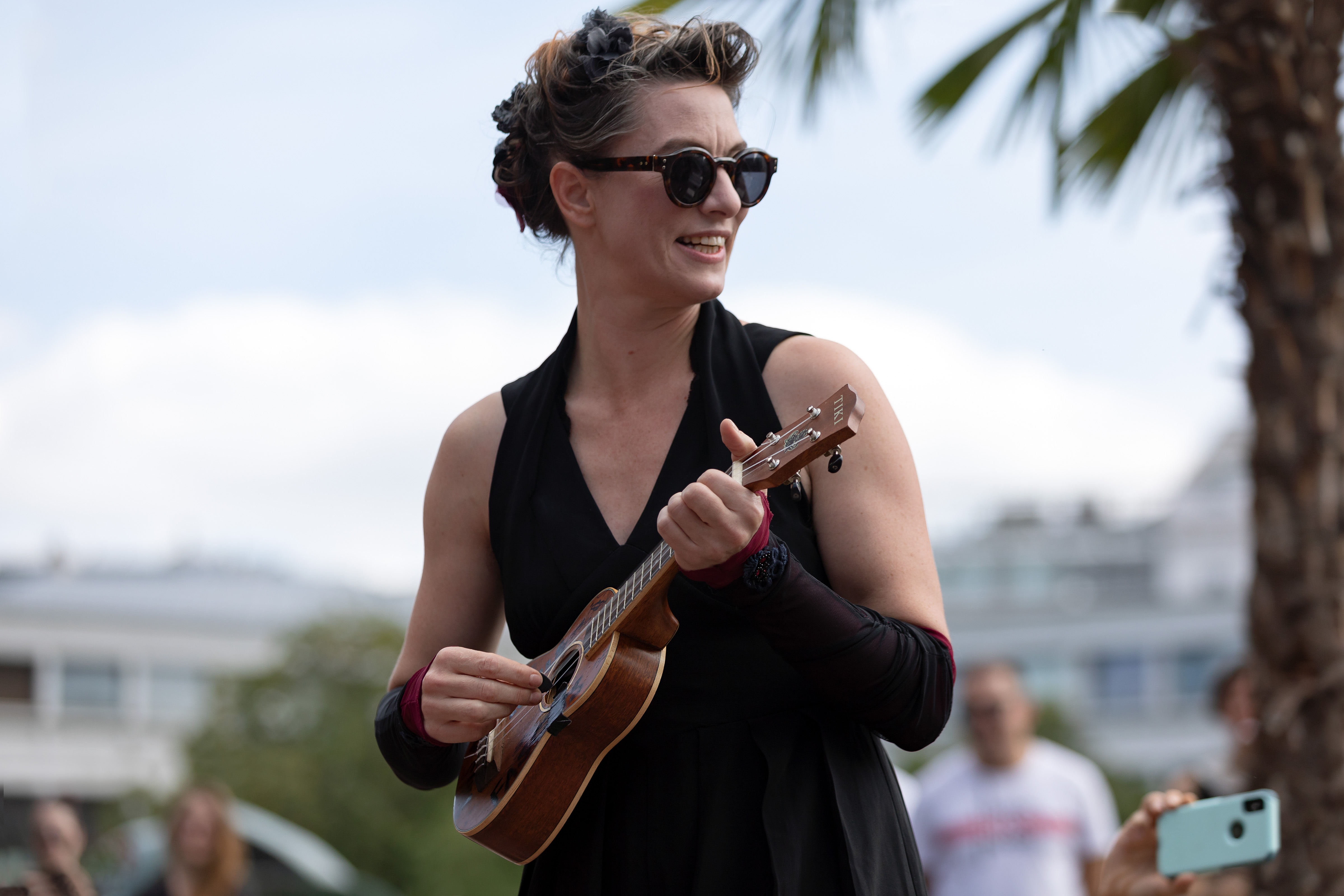
Amanda Palmer mit ihrer Tiki-Ukulele (2019)

Von Hawaii, das seit 1959 Bundesstaat der Vereinigten Staaten ist, kam die Ukulele nach Nordamerika und von dort wieder zurück nach Europa. In England wurde sie als Begleitinstrument der Skiffle-Musik beliebt. Durch den Billy-Wilder-Film Manche mögen’s heiß (‚Some like it hot‘), in dem Marilyn Monroe als Sugar eine Ukulele spielt, wurde das Instrument weiter bekannt. In Deutschland ist die Ukulele seit Ende der 1990er populär. Insbesondere das jüngere deutsche Fernsehpublikum kennt die Ukulele aus Stefan Raabs Raabigrammen. In den 2000er Jahren hat die über YouTube bekannt gewordene Singer-Songwriterin Julia Nunes dem Instrument einen Kultstatus verliehen. Die US-amerikanische Musikerin und Schauspielerin Kate Micucci tritt ebenfalls vielfach mit ihrer Ukulele auf.
International bekannt wurde die Ukulele auch durch die hawaiischen Musiker Israel Kamakawiwoʻole („IZ“) und Jake Shimabukuro. In Großbritannien, wo die Ukulele bereits früh als Modeinstrument eingeführt war, spielt das komödiantische Ukulele Orchestra of Great Britain auf diesem Musikinstrument.

## Bauform

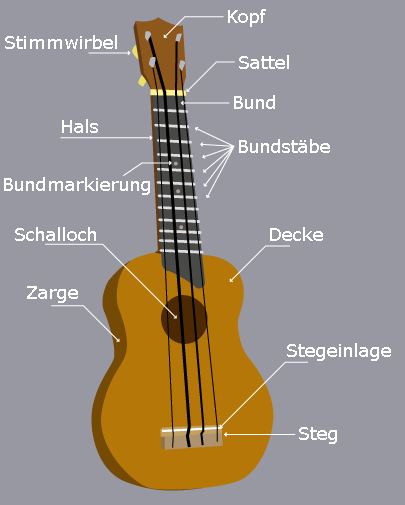
Ukulele und ihre Teile

Ukulelen sind gewöhnlich aus Holz gebaut. Manche werden auch teilweise oder ganz aus Kunststoff gefertigt. Preiswerte Ukulelen werden aus laminiertem Holz hergestellt. Bessere haben oft eine massive Decke aus Klangholz, wie Fichte. Andere Ukulelen sind dagegen vollständig massiv aus tropischen Hölzern (z. B. Mahagoni) gefertigt. Die ursprünglichen Ukulelen bestehen meist aus Koa, dem Holz der hawaiischen Koa-Akazie, das für seinen Klang und seine typische Maserung bekannt ist.
Oft haben Ukulelen die von den Akustikgitarren bekannte Achter-Form. Beliebt sind aber auch ungewöhnlichere Korpusformen, wie ein Oval, pineapple (engl. für Ananas) genannt. Für den Korpus mancher Ukulelen werden auch Zigarrenkisten verwendet. Die Standard-Ukulele hat vier Saiten, die aber auch zu Chören zusammengefasst werden können, wodurch das Instrument dann acht Saiten besitzt.
Ursprünglich mit Darmsaiten bespannt, werden heutige Ukulelen mit Kunststoffsaiten bezogen, die entweder aus reinem Nylon bestehen oder – bei hochwertigeren Ausführungen – mit Fluorcarbon oder aus Nylgut, einer Neuentwicklung der italienischen Firma „Aquila“, welche die Vorteile einer Nylonsaite hat, aber dem Klang einer traditionellen Darmsaite (catgut) so nah wie möglich kommen soll.
Die Ukulelen besitzen traditionell seitens der Hersteller keine Befestigungsteile für Gurte. Daher ist das Spielen mit zwei Händen beim gleichzeitigen Festhalten des Instruments eine für Ungeübte knifflige Angelegenheit. Seit den 2010er Jahren bieten nun etliche Hersteller leichte Gurte an, die um den gesamten Instrumentenkörper geschlungen werden. Allerdings lassen sich leicht auch „Gurtpins“ anbringen und Ukulelen aus Fernost werden häufig mit vormontierten Gurtpins ausgeliefert, insbesondere größere Modelle (z. B. Tenor-Größe) werden auch von westlichen Herstellern oft mit Gurtpins ausgeliefert.

## Größe und Stimmung

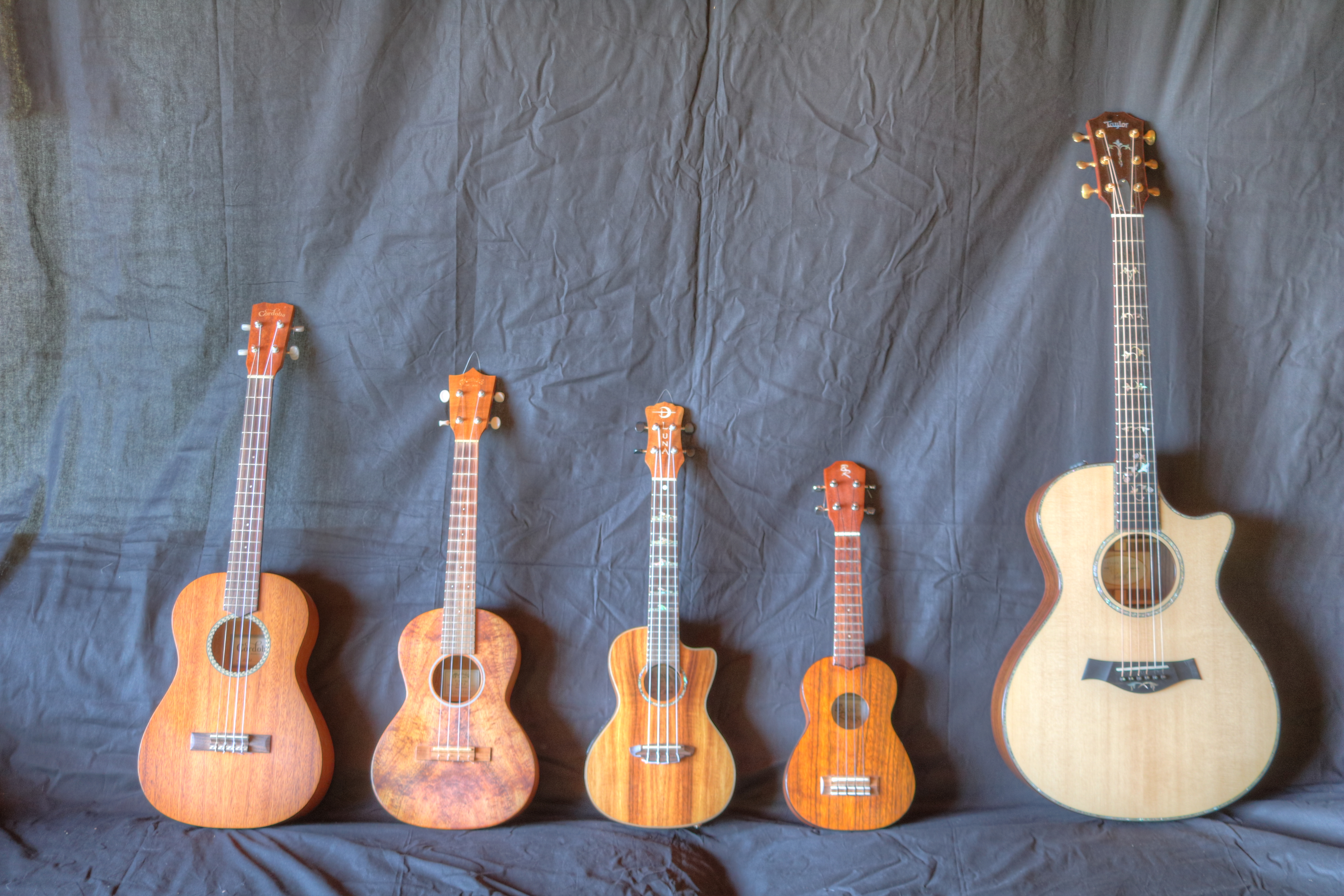
Von links nach rechts: Bariton-, Tenor-, Konzert-, Sopran-Ukulele (Hersteller: Cordoba, Martin, Luna, Baton Rouge), ganz rechts zum Vergleich eine Akustikgitarre

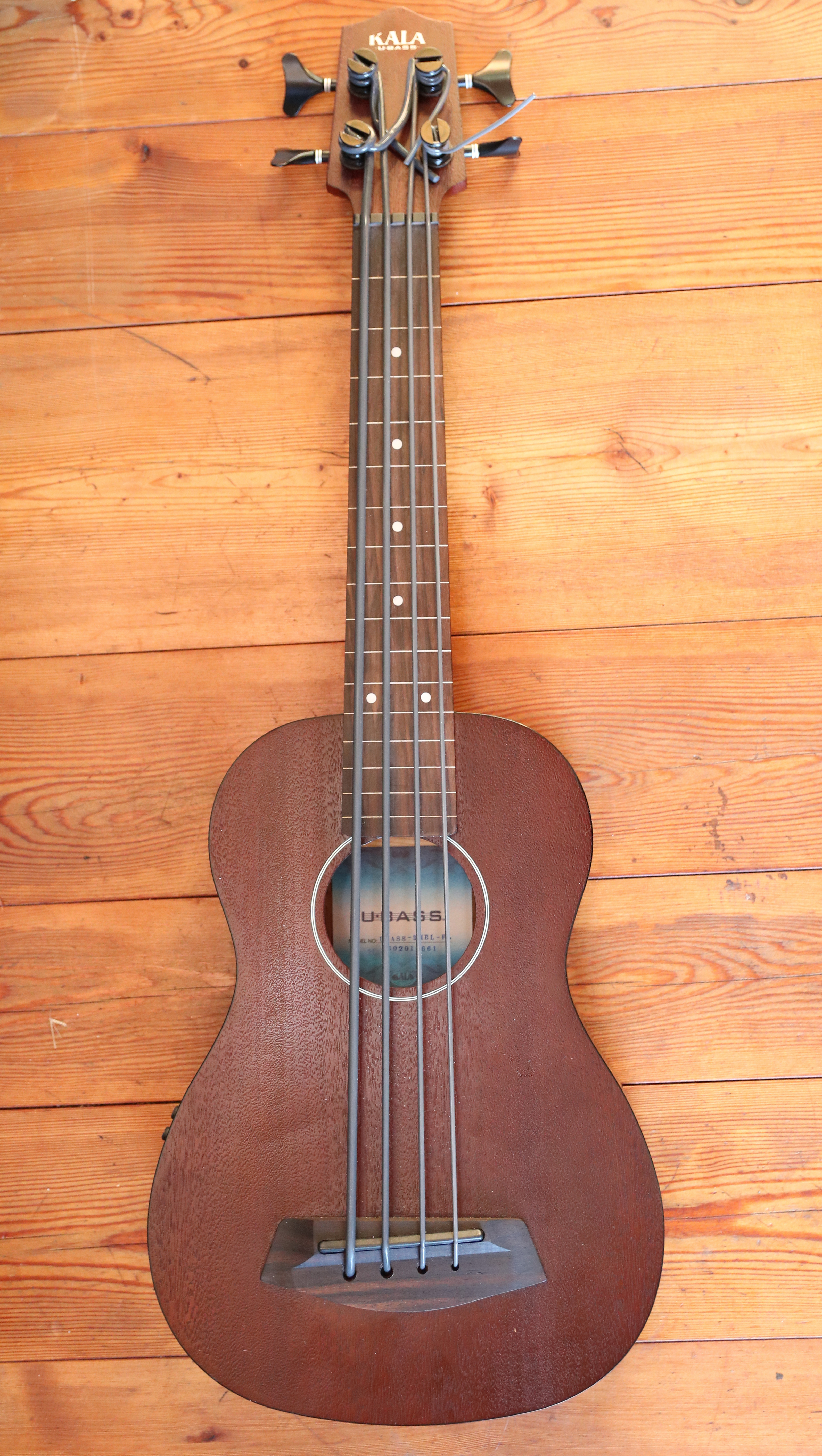
Bass-Ukulele („U-Bass“ des Herstellers Kala)

Es gibt verschiedene Modelle, Stimmlagen und Stimmungen. Die klassische Ukulele, die auch am weitesten verbreitet ist, ist die Sopran-Ukulele mit einer Gesamtlänge von ca. 54 cm und einer Mensur von ca. 35 cm. Darüber hinaus gibt es die kleinere Sopranino-Ukulele sowie die (in größenmäßig aufsteigender Reihenfolge) Konzert-, Tenor- und Bariton-Ukulelen. Außerdem gibt es fünf-, sechs- und achtsaitige Instrumente in verschiedenen Größen und Ausführungen, die jedoch insbesondere in Europa selten sind.
Für Sopran, Konzert und Tenor gibt es zwei gängige Stimmungen: die sogenannte C-Stimmung g′-c′-e′-a′ (auch Hawaiische Stimmung genannt), sowie die um einen Ganzton höhere, sogenannte D-Stimmung a′-d′-fis′-h′ (Klassische Stimmung). Die Verbreitung der verschiedenen Stimmungen ist regional und zeitlich variierend; derzeit ist in Europa die D-Stimmung noch recht verbreitet, während im angelsächsischen Raum die C-Stimmung populär ist. Durch die prägende Verbreitung über das Internet findet die C-Stimmung auch in Europa ihre Anhänger. Die D-Stimmung war dagegen in den USA Anfang des vergangenen Jahrhunderts sehr populär und verbreitet. Sowohl im angelsächsischen Raum als auch in Europa gibt es Schulungsliteratur, Grifftabellen und Partituren für beide Stimmungen. Früher war für Tenorukulelen die Stimmung e′-a-cis′-fis′ üblich, diese ist jedoch fast verschwunden.
Die vierte (oberste) Saite ist, im Gegensatz zur Gitarre, bei diesen Stimmungen oktaviert und somit höher als die mittleren Saiten gestimmt. Diese sogenannte rückläufige Stimmung verleiht ihr den unverwechselbaren, „exotischen“ Klang, der oftmals mit Südseeatmosphäre assoziiert wird. Gerade Tenorukulelen werden jedoch auch oft mit tiefer vierter Saite gestimmt. Die Bariton-Ukulele wird meist d-g-h-e′ gestimmt, wobei die D-Saite hier nicht oktaviert ist; diese Stimmungsart wird als lineare Stimmung bezeichnet. Ukulelen die so gestimmt werden, weisen nicht den typischen Ukulelenklang auf. Der Klang wird oft als gitarrenähnlich beschrieben, da die Stimmung der Gitarre, E-A-d-g-h-e′, bis auf die beiden tieferen Saiten der Bariton-Ukulele entspricht.
| Typ                  | Mensur | Gesamtlänge | Stimmung (Tonsymbol)                         |
| -------------------- | ------ | ----------- | -------------------------------------------- |
| Sopranino            | 28 cm  | 41 cm       | d″-g′-h′-e″ oder c″-f′-a′-d″                 |
| Sopran oder Standard | 35 cm  | 54 cm       | g′-c′-e′-a′ oder a′-d′-fis′-h′               |
| Konzert              | 38 cm  | 59 cm       | g′-c′-e′-a′ oder a′-d′-fis′-h′               |
| Tenor                | 43 cm  | 66 cm       | g′-c′-e′-a′ (High G) oder g-c′-e′-a′ (Low G) |
| Bariton              | 50 cm  | 77 cm       | d-g-h-e′                                     |
| Bass                 | 52 cm  | 75 cm       | ‚E-,A-D-G                                    |

## Bass-Ukulele
Eine relativ neue Form ist die Bass-Ukulele, die von einigen Herstellern angeboten wird. Es handelt sich bei diesem Instrument strenggenommen nicht um eine Ukulele, sondern um einen miniaturisierten E- bzw. Akustikbass in der Größe etwa einer Bariton-Ukulele. Weil es nur einen kleinen Markt gibt, konnten sich noch keine allgemein akzeptierten Maße etablieren. Ihre Mensuren schwanken um die 52 cm und ihre Längen um die 75 cm. Das Instrument ist in Quarten (‚E-‚A-D-G) gestimmt. Dies entspricht nicht der Ukulelenstimmung. Aufgrund der geringen Saitenlänge und des kleinen Korpus sind keine großen Lautstärken zu erwarten; solche Instrumente kommen in der Regel nicht ohne einen Verstärker aus. Der Ton wird meist piezoelektrisch abgenommen. Als Saiten kommen entweder Polyurethan- oder stahlummantelte Kunststoffsaiten zum Einsatz. PU-Saiten haben nur ein sehr kurzes Sustain, bei Stahlsaiten hört man aufgrund der geringen Eigenlautstärke die Griffgeräusche relativ lauter als bei Instrumenten voller Größe.

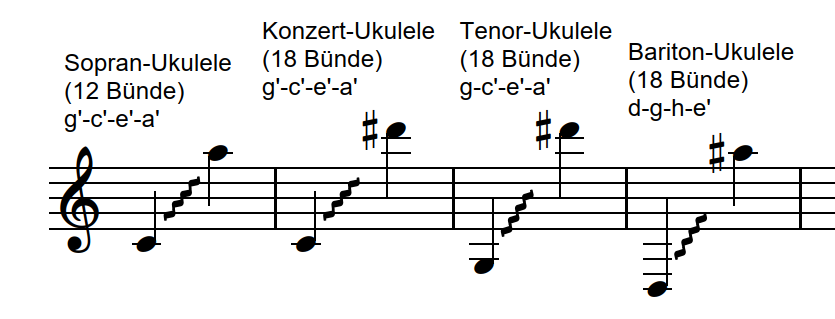
Tonumfang der Ukulelen

## Notation
Es existieren diverse Notationen, nach denen die Ukulele gespielt werden kann. Unterschieden wird dabei oft zwischen (melodischem) Zupfen und (liedbegleitendem) Schlagen.

### Akkorde
Zur Liedbegleitung von zumeist Musik aus den Bereichen Rock, Pop und Folk werden oftmals über dem Liedtext die Akkordbezeichnungen angegeben. Diese sind für Instrumente universal, d. h., ein Akkord klingt auf zwei unterschiedlichen Instrumenten gleich. In Grifftabellen für die passende Stimmung der Ukulele kann der entsprechende Griff nachgeschaut werden.
Ein paar Akkorde:

C-Akkord (C-Stimmung) bzw. D-Akkord (D-Stimmung) bzw. G-Akkord (G-Stimmung)
G-Akkord (C-Stimmung) bzw. A-Akkord (D-Stimmung) bzw. D-Akkord (G-Stimmung)
E7-Akkord (C-Stimmung) bzw. F#7-Akkord (D-Stimmung) bzw. B7-Akkord (deutsch H7-Akkord) (G-Stimmung)

### Tabs
Tab ist die Kurzform von Tabulatur. Dies ist im Gegensatz zu einem Akkord eine instrumentenspezifische Notenschrift. Bei der Ukulelentabulatur handelt es sich um vier Linien, welche die vier Saiten der Ukulele repräsentieren. Diese sind in umgekehrter Reihenfolge angegeben. Bei der g-c-e-a-Stimmung zum Beispiel ist die unterste Linie der g-Saite zuzuordnen, bis zur obersten, der a-Saite. Die auf den Linien notierten Zahlen geben den Bund an, in dem die jeweilige Saite zu greifen ist. Zudem kann hierbei nicht nur angegeben werden, was, sondern auch wie gespielt werden soll.

### Noten
Selbstverständlich kann die Ukulele auch nach Noten gespielt werden, um zum Beispiel klassische Stücke zu interpretieren, die nicht in Akkord- oder Tabulaturschreibweise vorliegen. Dies erfordert naturgemäß Kenntnisse im Notenlesen und Kenntnisse zur Griffbrett-Position eines Tones. Diese können der folgenden Tabelle entnommen werden, welche, entsprechend der Tab-Notation, in umgekehrter Reihenfolge angeordnet ist.
```
       
Hawaiische Stimmung

       A   A#  H   C   C#  D   D#  E   F   F#  G   G#
       E   F   F#  G   G#  A   A#  H   C   C#  D   D#
       C   C#  D   D#  E   F   F#  G   G#  A   A#  H
       G   G#  A   A#  H   C   C#  D   D#  E   F   F#
Bund: *0   1   2   3   4   5   6   7   8   9   10  11
```

```
       
Sopran-Ukulele

       H   C   C#  D   D#  E   F   F#  G   G#  A   A#
       F#  G   G#  A   A#  H   C   C#  D   D#  E   F
       D   D#  E   F   F#  G   G#  A   A#  H   C   C#
       A   A#  H   C   C#  D   D#  E   F   F#  G   G#
Bund: *0   1   2   3   4   5   6   7   8   9   10  11
```

```
       
Bariton-Ukulele

       E   F   F#  G   G#  A   A#  H   C   C#  D   D#
       H   C   C#  D   D#  E   F   F#  G   G#  A   A#
       G   G#  A   A#  H   C   C#  D   D#  E   F   F#
       D   D#  E   F   F#  G   G#  A   A#  H   C   C#
Bund: *0   1   2   3   4   5   6   7   8   9   10  11
```

```
* = leere Saite
```

Ab dem 12. Bund wiederholen sich die Töne eine Oktave höher.

## Verwandte Kastenhalslauten

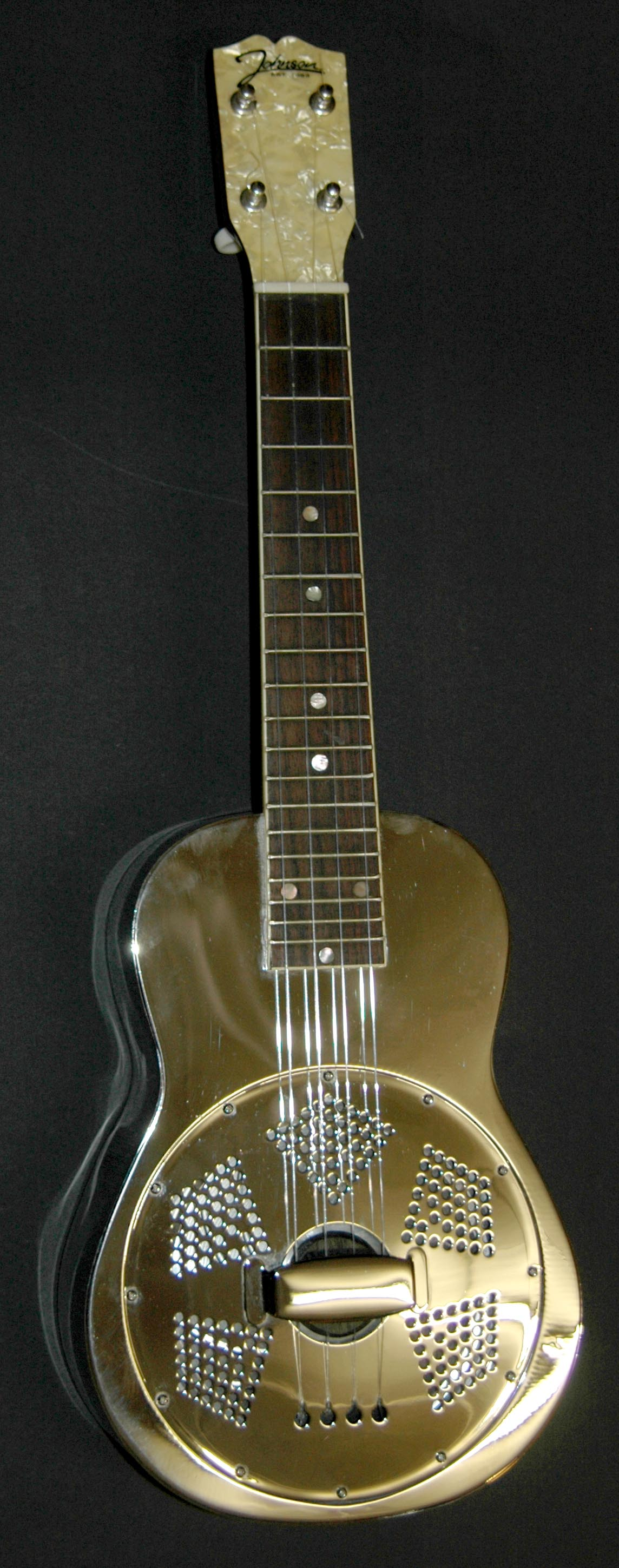
Johnson Resonator Ukulele JM-980

Mittlerweile sind Ukulelen in einer Vielzahl verschiedener Ausführungen erhältlich. So gibt es Modelle mit Tonabnehmern, die sich zum Beispiel mit einem Gitarrenverstärker oder Effektgerät verbinden lassen. Verschiedene Produzenten bieten Ukulelen an, die in Form und Funktion zum Beispiel der Resonatorgitarre, der E-Gitarre, der Steelguitar oder der Kontragitarre nachempfunden sind. Für Gitarrenspieler wiederum, die keine neuen Griffe lernen möchten, um den typischen „hawaiischen“ Klang zu erhalten, gibt es die Gitalele. Allerdings sind hier, besonders im Zusammenspiel mit Gitarren, Kenntnisse im Transponieren erforderlich, da die Gitalele eine Quarte höher gestimmt ist. Auch das Cavaquinho oder das Cuatro ist mit der Ukulele verwandt.
Das Banjulele, auch Banjolele oder Ukulelenbanjo, wurde um 1917 von dem in Hawaii geborenen Alvin D. Keech entwickelt. Dieses Musikinstrument, ebenfalls mit vier Nylonsaiten in (g′-c′-e′-a′) gestimmt, hat den kurzen Hals einer Ukulele, aber den Korpus eines Tenorbanjos. Im Fachhandel existieren diverse Modelle auch bedeutender Instrumentenhersteller (z. B. von Gibson oder Ludwig). Im Jazz wurde es von Al Bowlly benutzt.

## Bekannte Ukulelisten
Folgende Personen sind als bekannte Ukulelisten im engeren Sinne zu nennen, also als Musiker mit Ukulele als zentralem Instrument:
- BoyWithUke
- Zooey Deschanel
- Cliff Edwards
- George Formby jr.
- Taimane Gardner
- Israel Kamakawiwoʻole
- Jake Shimabukuro
- Roy Smeck

Weitere Musiker, die dafür bekannt sind oder waren, Ukulele zu spielen, finden sich in der Liste von Ukulelisten.